# Boucicaut-Meister

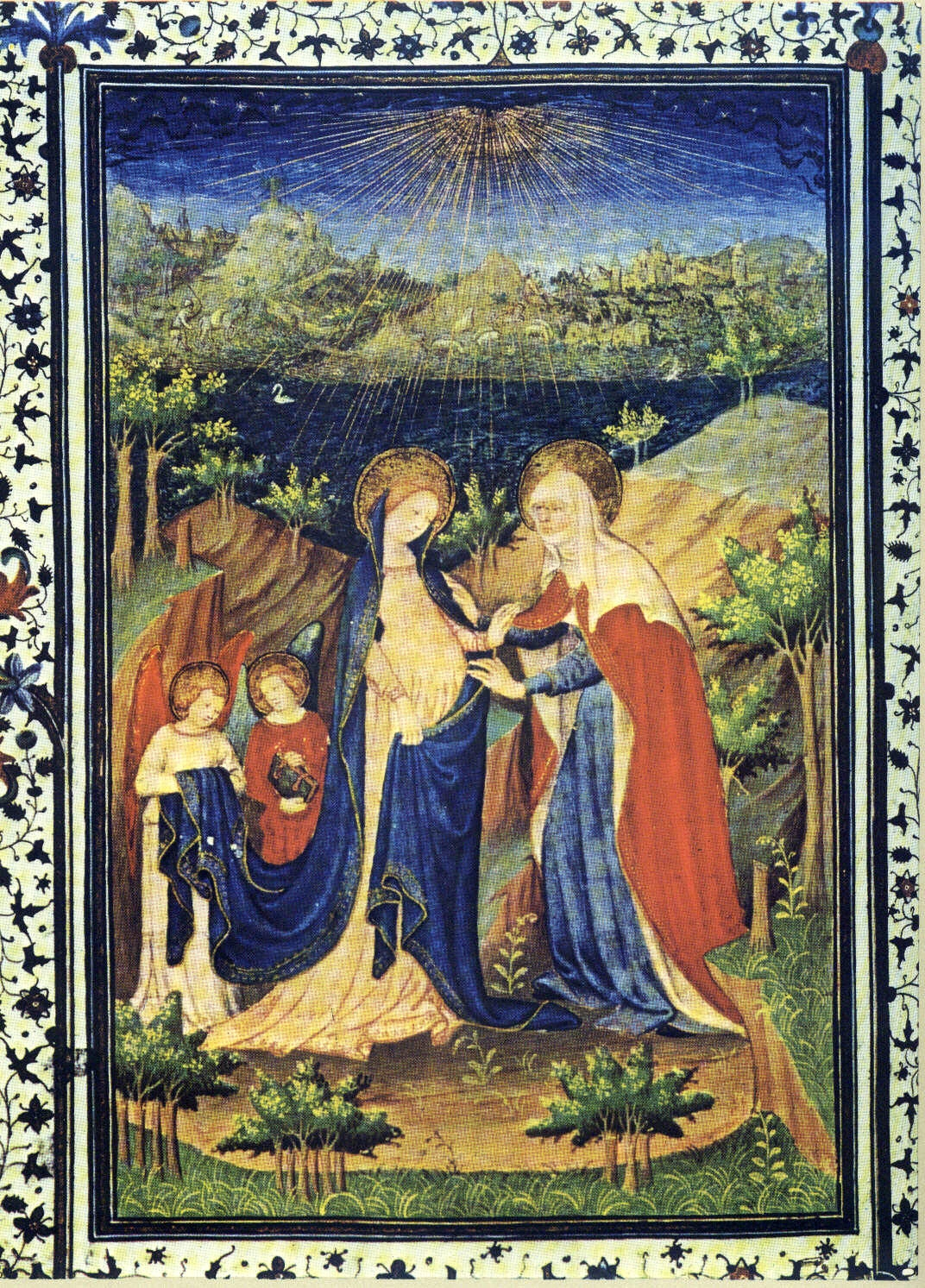
Stundenbuch des Maréchal de Boucicaut. Neuartige Darstellung der Landschaft (um 1408/10).

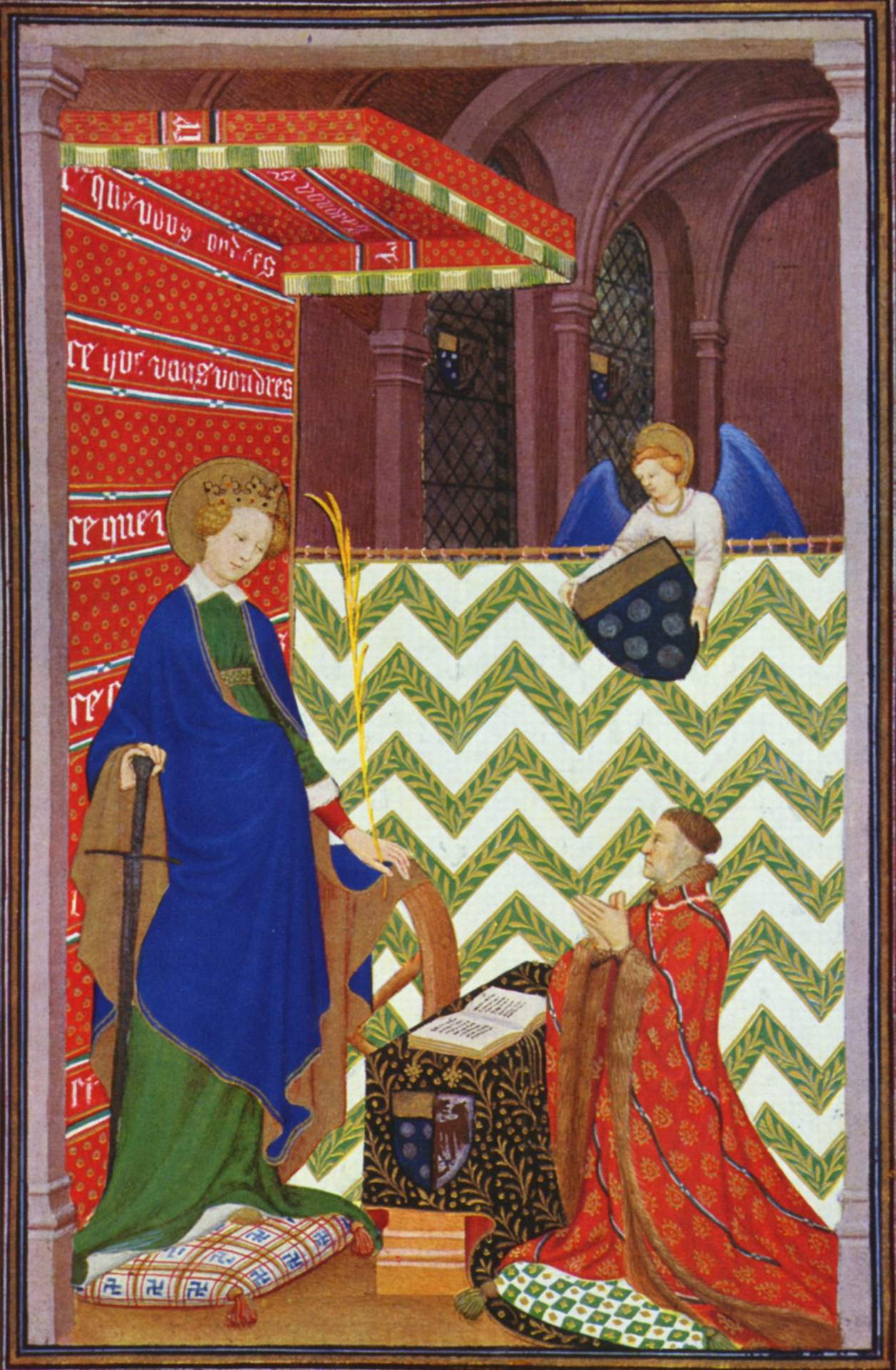
Stundenbuch des Maréchal de Boucicaut. Der Marschall von Boucicaut betet die hl. Katharina an (um 1408/10).

Boucicaut-Meister oder Meister des Maréchal de Boucicaut ist der Notname für eine etwa zwischen 1405 und 1420 in Paris tätige Gruppe von Buchmalern mit innovativen und einflussreichen Arbeiten. Namensgebend ist ein um 1408/10 entstandenes Stundenbuch des Marschall von Frankreich, Jean le Meingre de Boucicaut.

## Bedeutung und Identifikationsversuche
Mit ihrem naturalistischen Interesse und der innovativen Lichtführung gilt die Pariser Gruppe von Buchmalern und der dem Namen Boucicaut-Meister als Wegbereiter so großer Künstler wie Jan van Eyck und Jean Fouquet. Der bedeutende Kunsthistoriker Erwin Panofsky hat 1953 sogar von einem künstlerischen „Genie“ gesprochen.
Erst langsam hat sich die Erkenntnis durchgesetzt, dass es sich wirklich um eine Gruppe von Buchmalern handelte, die teilweise nur lose in Paris kooperierten und für verschiedene Auftraggeber arbeiteten. Damit war die Stellung dieser Buchmaler vermutlich eine andere als die der zeitgleich in Paris und ebenfalls sehr innovativ arbeitenden Brüder von Limburg, die fest im Haushalt eines Mäzens des Hochadels angestellt waren.
Aktuell unterscheidet man den Boucicaut-Meister im engeren Sinn und einen ebenso bedeutenden Meister, der als Mazarine-Meister bezeichnet wird. Drumherum gruppieren sich Gehilfen und weitere Maler, die für bestimmte, eher unselbständige Arbeiten herangezogen wurden. Es gibt Überlegungen, den flämischen Architekten, Tafel- und Buchmaler Jacob Coene in führender Rolle in dieser Gruppe zu sehen, der bereits 1398 bis 1404 in Paris und Mailand tätig war. Vielleicht handelt es sich dabei nicht um den Boucicaut-Meister im engeren Sinn, sondern um den sogenannten, erst kürzlich von der Forschung näher gefassten Mazarin-Meister. Die Gruppe tritt mehrfach gemeinsam mit dem sogenannten Bedford-Meister als Illustrator von Handschriften auf.

## Zugeschriebene Manuskripte und Miniaturen
- um 1408/10, Stundenbuch des Maréchal de Boucicaut, Museum Jacquemart-André, ms.2
- um 1409, Missale des Lorenzo Trenta, Lucca, Biblioteca Statale, ms.3122
- um 1410, Guise-Stundenbuch (Heures de Guise), eine Miniatur, Die Verkündigung (fol.25), Chantilly, Musée Condé, ms.64
- um 1410–12, Livre des merveilles du monde (Das Buch der Wunder, Reisebericht des Marco Polo), Paris Bibliothèque nationale de France, Fr. 2810
- um 1413, einige Miniaturen aus dem Brevier von Louis de Guyenne in Zusammenarbeit mit dem Bedford-Meister, Bibliothèque municipale de Châteauroux, Ms.2
- um 1414, Tite-Live du chancelier Arnaud de Corbie, Paris Bibliothèque nationale de France, N.A.Fr. 15987
- um 1414, Des Cas des nobles hommes et femmes du Boccace pour Girard Blanchet, Los Angeles, Getty Center, ms.63
- um 1415, Trésor des histoires, Paris, Bibliothèque de l’Arsenal, ms.5077 darunter zwei ausgeschnittene Miniaturen, die im Louvre-Museum aufbewahrt werden. : Le comte de Montfort reçu par le roi de France (RF1928) et Départ de saint Louis pour la croisade (RF 1929)
- um 1415–1417, Livre des propriétés des choses pour Béraud III. (Dauphin von Auvergne), Paris Bibliothèque nationale de France, Fr. 9141
- um 1415–1417, Heures de Jeanne Bessonneau, Paris Bibliothèque nationale de France, Lat. 1161
- eine Miniatur aus den Petites Heures d'Étienne Chevalier, London, British Library, Add.ms.16997, f.90, übermalt von Jean Fouquet